# Nour El-Houda Ettaieb
Nour El-Houda Ettaieb (sinh ngày 15 tháng 10 năm 1996) là một tay chèo người Tunisia. Cô và Khadija Krimi xếp thứ 20 trong nội dung mái chèo đôi nhẹ nữ tại Thế vận hội mùa hè 2016.